# Ivana Nešović
Ivana Nešović est une ancienne joueuse de volley-ball serbe née le 23 juillet 1988 à Belgrade. Elle mesure 1,90 m et jouait au poste d'attaquante. Elle a totalisé 37 sélections en équipe de Serbie. Elle a mis un terme à sa carrière de volleyeuse professionnelle en juillet 2020.

## Clubs
| Club                | De        | À         |
| ------------------- | --------- | --------- |
| Étoile Rouge        | 2003-2004 | 2009-2010 |
| Asystel Volley      | 2010-2011 | 2010-2011 |
| Volley Soverato     | 2011-2012 | 2011-2012 |
| Seongnam KEC        | 2012-2012 | 2012-2012 |
| Denso Airybees      | 2012-2013 | 2012-2013 |
| Çanakkale Belediye  | 2013-2014 | 2013-2014 |
| ŽOK Železničar      | sept 2014 | nov 2014  |
| Tianjin Volleyball  | 2014-2015 | 2014-2015 |
| Olympiakos Le Pirée | fév 2015  | mai 2015  |
| Balıkesir BBSK      | 2015-2016 | 2015-2016 |
| Bandung Bank BJB    | jan 2017  | mai 2017  |
| Korea Expressway    | 2017-2018 | 2018-2019 |

## Palmarès

### Équipe nationale
- Championnat du monde des moins de 20 ans
  - Finaliste : 2005.

### Clubs
- Championnat de Serbie
  - Vainqueur : 2004, 2010.
- Coupe de Serbie
  - Vainqueur : 2010.
- Coupe de Grèce
  - Vainqueur : 2015.
- Championnat de Corée du Sud
  - Vainqueur : 2018.